# فريق احتياط

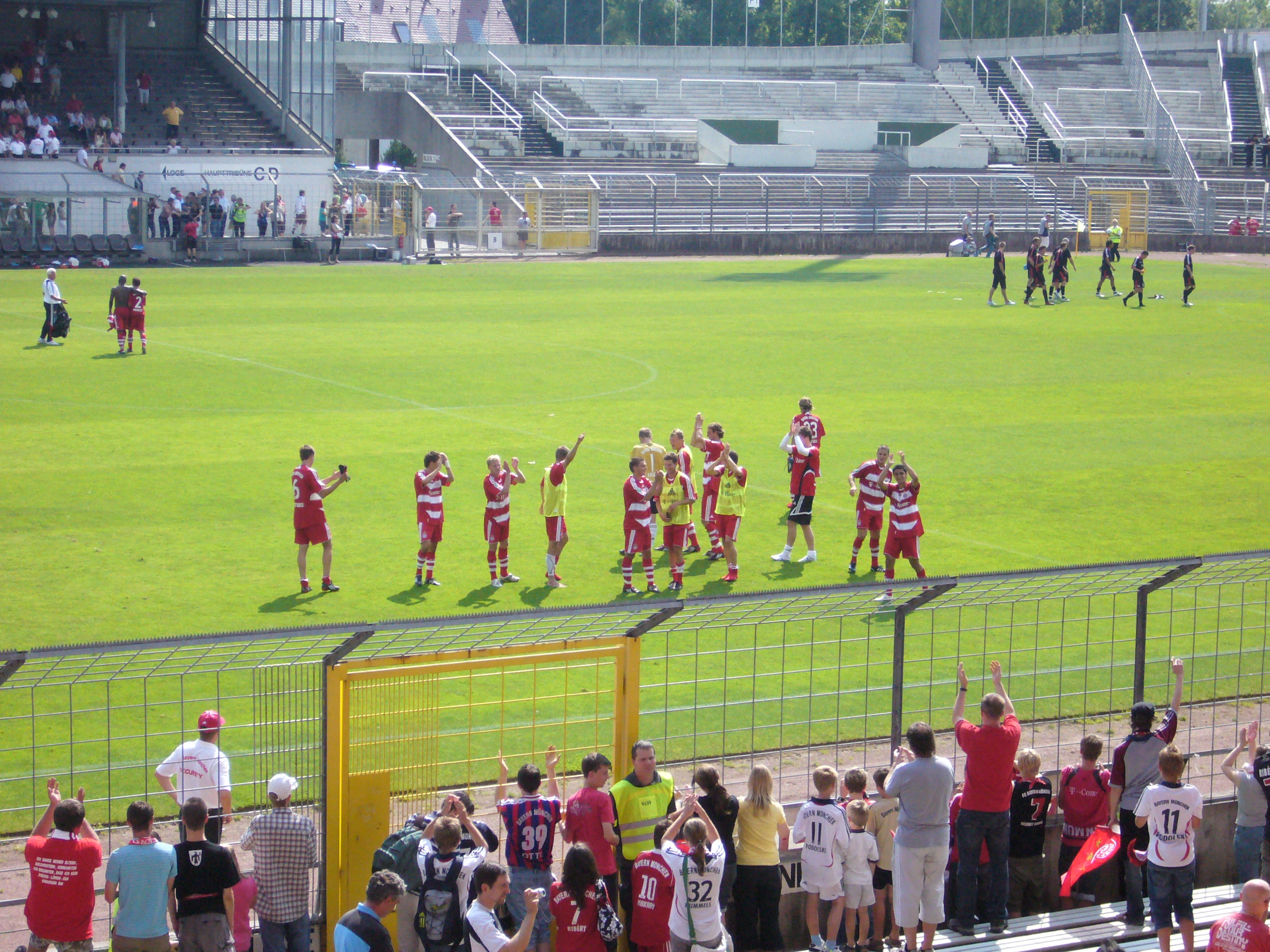

الفريق الاحتياطي في المجال الرياضي هو فريقًا يتألف من لاعبين مسجلون في النادي، لكنهم لا يلعبون عادة في مباريات الفريق الأول. غالبًا ما تضم فرق الاحتياط لاعبين احتياطيين من الفريق الأول، ولاعبين شباب يحتاجون إلى وقت للعب لتحسين مهاراتهم، وكذلك لاعبين الفريق الأول العائدون من الإصابة. في بعض البلدان، تتنافس فرق الاحتياط في مسابقات منفصلة تمامًا عن الفرق الأولى، بينما تسمح بعض البلدان للفرق الاحتياطية بالتنافس في نظام الدوري نفسه الذي يلعبه فريق النادي الأول، على الرغم من أن ذلك عادة ما يكون في أقسام منفصلة.
تختلف هذه الفرق عن فريق الشباب التابع للنادي، والذي يتكون عادة من لاعبين تحت سن معينة ويلعبون في دوري خاص بعمر معين. في إنجلترا والأرجنتين والولايات المتحدة، يشيع استخدام مصطلح " الاحتياطي" لوصف هذه الفرق أو دكة الاحتياط في العالم العربي. في ألمانيا والنمسا، يتم استخدام المصطلحات Amateure أو II ، بينما يستخدم فريق B في نظام الدوري الإسباني لكرة القدم، جمهورية التشيك، سلوفاكيا، والبرتغال. في هولندا والنرويج تتميز هذه الفرق بـ 2.
في إنجلترا، تلعب فرق احتياط الأندية الاحترافية في بطولات ودوريات منفصلة تمامًا مثل دوري التطوير المهني أو الرابطة المركزية، إن الأندية الاحتياطية تتميز بنفس النظام مثل أندية الفرق الأولى ويمكن الترويج لها من خلال النظام. لا يمكنهم عادة اللعب في نفس القسم مثل الفريق الأصلي.
ومع ذلك، في بلدان أخرى، تلعب الفرق الاحتياطية في نفس دوري كرة القدم مثل فريقها الأول وتنافس في مسابقات الكأس المحلية. في أسبانيا، شهد الفريق الاحتياطي لسي دي ملقا تغيير الهوية واللعب في الدوري الأسباني، بينما وصل ريال مدريد كاستيا، الفريق الاحتياطي لريال مدريد، إلى نهائي كأس الملك وتأهل إلى كأس الكؤوس الأوروبية وفاز ببطولة الدرجة الثانية.
تظهر الحاجة للفريق الاحتياطي عند غياب لاعب ما في الفريق الأصلي بداعي الإصابة، أو لهبوط في مستواه، أو عندما تتطلب ظروف المباراة تغيير خطة المدرب واستبدال بعض اللاعبين، كذلك يلجأ بعض المدربون إلى إراحة بعض لاعبي الفريق الأصلي في بعض المباريات غير المهمة.